# Den vackraste visan
"Den vackraste visan om kärleken" är en dikt av Ture Nerman.
Den vackraste visan är en bok från 1990 av Vibeke Olsson. Boken handlar om Vibeke Olssons äldre syster Elizabeth som dog i misär år 1989, 34 år gammal. Boken utgör även en skarp kritik mot hur samhället överger de svaga, behövande och utslagna.
En strof ur boken lyder:
| ” | Den varaktiga trösten är att Jesus inte steg ned från korset. Han är närvarande, också när ingen annan orkar vara det. | „ |